# Lakeside (Cumbria)
Koordinaten: 54° 17′ N, 2° 57′ W

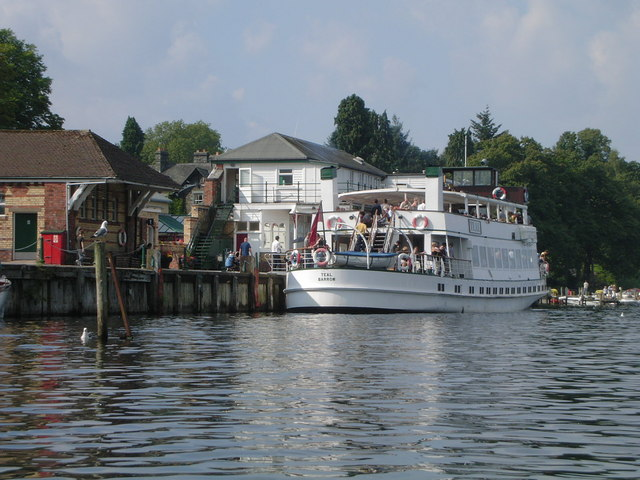
Das Schiff Teal am Anleger von Lakeside am Windermere See

Lakeside ist ein kleiner Ort am südlichen Ende des Windermere-Sees in Cumbria, England. Lakeside liegt auf der Halbinsel Furness und gehörte bis 1974 zu Lancashire. Lakeside wurde als Schiffsanlegeplatz ausgebaut als die Furness Railway den Ort 1869 erreichte. Schiffe auf dem Windermere mussten jetzt nicht mehr über den Leven fahren und Touristen konnten den Lake District hier einfach erreichen.
Die Eisenbahnstrecke von Ulverston wurde 1965 für den regulären Betrieb geschlossen und wird heute nur noch zwischen Lakeside und Haverthwaite als Museumsbahn von der Lakeside and Haverthwaite Railway betrieben.